# Vorweggenommene Erbfolge
Die vorweggenommene Erbfolge ist ein Rechtsgeschäft unter Lebenden, meist in Form einer zumindest teilweise unentgeltlichen Schenkung, bei der ein späterer Erblasser  einem oder mehreren potentiellen Erben bereits zu Lebzeiten Vermögenswerte zuwendet. Die vorweggenommene Erbfolge vermeidet die Formvorschriften des Testaments, der Vermögensübergang findet – anders als beim Erbvertrag – nicht erst im Erbfall statt und der Verfügende kann sich gewisse Gegenleistungen für seine Zuwendung ausbedingen, die ihm noch zu Lebzeiten zugutekommen wie das lebenslange Nutzungsrecht an einer übertragenen Immobilie, eine laufende Rentenzahlung zur Sicherung seines Lebensstandards oder eine Pflegeverpflichtung. Außerdem kann die vorweggenommene Erbfolge steuerlich vorteilhaft sein.

## Deutschland
Unter dem Begriff vorweggenommene Erbfolge versteht der Bundesgerichtshof „die Übertragung des Vermögens (oder eines wesentlichen Teiles davon) durch den (künftigen) Erblasser auf einen oder mehrere als (künftige) Erben in Aussicht genommene Empfänger.“ Das Gesetz verwendet das Begriffspaar vorweggenommene Erbfolge an zahlreichen Stellen, etwa in § 593a S. 1 BGB, § 17 HöfeO. Wesentlicher Zweck der vorweggenommenen Erbfolge ist die Generationennachfolge.
Die lebzeitige Zuwendung von Vermögen kann unterschiedliche Gründe haben. Anlass kann beispielsweise eine Eheschließung sein, so dass die Zuwendung als Mitgift erfolgt. Denkbar ist auch eine ehebezogene Zuwendung.  Eine mögliche Gegenleistung sind ein Erbverzicht oder bestimmte Abfindungs- und Ausgleichszahlungen des Bedachten an die späteren Erben (Kollationspflicht).
Bei Verträgen zwischen Eltern und ihren minderjährigen Kindern, die für das Kind nicht „lediglich rechtlich vorteilhaft“ sind (§ 107 BGB) wie etwa eine Schenkung, sondern den Minderjährigen zu einer Gegenleistung verpflichten, ist eine Vertretung des Kindes durch einen Ergänzungspfleger (§ 1809 BGB) erforderlich. Diesen bestellt auf Antrag das Familiengericht.
„Urtyp“ des Vertrags zur vorweggenommenen Erbfolge ist die Hofübergabe nach der Höfeordnung im landwirtschaftlichen Bereich. In diesem übernimmt die nachkommende Generation die Bewirtschaftung des Hofes. Die Elterngeneration wird meist durch ein Altenteil (vgl. Art. 96 EGBGB) abgesichert.

## Österreich
In Österreich ist eine vorsorgende Vermögensübertragung zu Lebzeiten in Form eines Vorempfangs möglich.

## Schweiz
Der Erbvorbezug nach Schweizer Recht  ist eine lebzeitige Zuwendung eines Vermögenswertes an einen mutmaßlichen zukünftigen Erben mit Anrechnung auf dessen Erbteil.
Der Erbvorbezug ist also ähnlich der Schenkung mit dem Unterschied, dass der Erbvorbeziehende beim Ableben des Erblassers den Betrag zurückbezahlen muss bzw. auf seinen Erbteil angerechnet bekommt (sog. Ausgleichung, Art. 626 ff. ZGB; vgl. auch Kollation).
Liegt eine Schenkung weniger als fünf Jahre seit Ableben des Schenkers zurück, so ist diese ebenfalls als Erbvorbezug anzusehen und zurückzuzahlen.
Je nachdem, ob die Anrechnung auf das künftige Erbe vereinbart wird oder nicht, handelt es sich rechtlich um einen Erbvorbezug oder Schenkung.
Es ist zu beachten, dass es kantonale Unterschiede geben kann.